# Рибаков Михайло Олександрович
Рибако́в Миха́йло Олекса́ндрович (26 травня 1929 , Київ  — 24 грудня 2009 , Київ ) — український дослідник-краєзнавець, фахівець з історії Києва, історіографії та джерелознавства, педагог, літератор.

## Біографія
Михайло Рибаков народився в Києві 1929 року. У роки Німецько-радянської війни перебував із родиною в евакуації в Куйбишеві. Там, у віці 12-14 років, він працював на оборонних підприємствах, згодом був нагороджений медаллю «За доблесну працю у Великій Вітчизняній війні».
У 1947–1951 роках навчався в Київському педагогічному інституті ім. Горького, отримавши диплом з відзнакою. Після закінчення інституту й до 2000-х років викладав історію, географію і суспільствознавство в київських школах, одночасно займаючись краєзнавчими дослідженнями. За педагогічні заслуги Михайлові Рибакову було присвоєно звання «Відмінник народної освіти».
З 1970-х років Рибаков публікує статті в наукових і літературних журналах, газетах, також ним було опубліковано ряд мемуарів і знайдених ним літературних творів. У 1982 році під керівництвом В'ячеслава Стрельського захистив кандидатську дисертацію на тему «Джерела для історико-краєзнавчого вивчення (на досвіді аналізу джерел з історії Києва)». У 1990-х роках обіймав посаду провідного наукового співробітника Музею історії Києва.
У 1990—2000-х роках Рибаков на ґрунті власних багаторічних досліджень написав ряд науково-популярних книг з історії та краєзнавства Києва. Ці книги містять цінні відомості, багато з яких були оприлюднені вперше, історіографія видань охоплює головним чином період XIX — перша половина XX століття.

## Діяльність у науці і культурі
Працюючи вчителем у школах лівобережної частини Києва, Михайло Рибаков займався дослідженнями цієї місцевості. Очолював групу учнів-краєзнавців, яка досліджувала звільнення Дарниці від німецьких окупантів у 1943 році. Разом із учнями він розшукав більше 500 ветеранів 136-ї Київської стрілецької дивізії, група зібрала різні матеріали — фотографії, карти, особисті речі. У результаті в школі № 136 було створено музей, а самій школі присвоєно ім'я дивізії. Михайло Рибаков брав активну участь у створенні музеїв історії Дарницького району та залізничної станції Дарниця.
Пізніше географія досліджень Рибакова стала охоплювати не тільки весь Київ, але й околиці, він вивчав історію виникнення приміських дачних селищ, які стали згодом населеними пунктами — Ірпінь, Боярка, Буча, Ворзель, Клавдієво, Тетерів (Пісківка), а також історію передмість і селищ, що в XX столітті увійшли в міську межу — Солом'янка, Чоколівка, Пуща-Водиця, Біличі, місцевість Борщагівка, Караваєвщина, Шулявщина, Вигурівщина, Троєщина та інші.
Безліч фактів було встановлено Рибаковим при вивченні матеріалів державних архівів, також він розшукував і вивчав сімейні архіви потомственних киян. Результатом одного з таких розслідувань стало встановлення епоніма київської історичної місцевості Байкова гора — генерал-майора Сергія Байкова.
Особливо докладно учений дослідив питання історії театрального і циркового мистецтва в Києві, деяких навчальних закладів, діяльності книготорговців і видавців, ряду дореволюційних промислових підприємств. Михайло Рибаков уточнив ряд фактів з історії театру «Березіль», київського ТЮГу, театру «Соловцов», театру ім. І. Франка; завдяки йому стали відомі кілька десятків театрів, які працювали в Києві в перші десятиліття XX століття. Рибаков був першим дослідником, який докладно вивчив появу в Києві театрів оперети.
Багато досліджень були неможливими до скасування радянської цензури та надання вільного доступу до матеріалів колишніх спецхранів. Працюючи з такими матеріалами, Рибаков розшукав дані про багатьох раніше невідомих або маловідомих діячів культури, громадські організації. У тих самих колишніх спецхранах були знайдені сотні невідомих раніше літературних творів, з яких Рибаковим було опубліковано близько 120 — це твори Сергія Бердяєва (робіт тільки цього автора Рибаков виявив понад 500), Миколи Агнівцева, Олександра Дейча , Іллі Еренбурга, Івана Буніна, Олександра Купріна, Тетяни Щепкіної-Куперник та інших.
Михайло Рибаков співпрацював з Українським товариством охорони пам'яток історії та культури, Київським інститутом юдаїки. Він розшукав і опублікував документи, що стосуються єврейської організації «Культур-Ліга», докладно дослідив історію київських єврейських театрів.

## Вшанування пам'яті
У Києві з 2018 існує вулиця Михайла Рибакова.